# Глебцово
Глебцово (карел. Leibčova) — деревня в Вышневолоцком городском округе Тверской области.

## География
Находится в центральной части Тверской области на расстоянии приблизительно 22 км по прямой на восток-северо-восток от города Вышний Волочёк на серном берегу озера Судомля.

## История
Была отмечена еще на карте Менде (состояние местности на 1848 год). В 1859 году здесь (деревня Вышневолоцкого уезда) было учтено 6 дворов. До 2019 года входила в состав ныне упразднённого Дятловского сельского поселения Вышневолоцкого муниципального района.

## Население
Численность населения составляла 36 человек (1859 год), 22 (русские 95 %) в 2002 году, 9 в 2010.